# Paul Bourdiaudhy
Paul Bourdiaudhy (* 1948 in Beveren-Waas) ist ein belgischer Jazz- und Unterhaltungsmusiker (Posaune, auch Schlagzeug, Perkussion, Basstrompete) sowie Dirigent.

## Leben und Wirken
Bourdiaudhy besuchte das Königliche Konservatorium in Antwerpen, an dem er 1969 einen ersten Preis in der Kategorie Perkussion erhielt. 1970 tourte er mit François Glorieux. Ab 1971 spielte er in der Antwerp Big Band und der Yellow City Band, die beide aus Musikern aus dem Grand Orchestre des Senders RTB (unter Leitung von Henri Segers) und dem BRT Jazzorkest unter Leitung von Francis Bay bestanden. Mit dem BRT Jazzorkest trat er auch auf dem Middelheim Jazz Festival auf. Daneben spielte er in Marc Moulins Band Placebo und tourte  1973–75 mit Freddy Delagée sowie mit dem Bob Porter Quintett und dessen Orchester (Ke Atas/Meeting You, 1978). In den 1980er-Jahren arbeitete er mit Christine Schaller und der Act 12 Big Band (unter Leitung von Félix Simtaine), außerdem mit Michel Herr und Guy Cabay (Miroirs d'ailleurs, 1985). Als Dirigent leitete er verschiedene Bigbands, etwa seine Gruncho Granola Big Band, aber auch Fanfaren. Im Bereich des Jazz war er von 1973 bis 1992 an 18 Aufnahmesessions beteiligt.

## Lexikalischer Eintrag
- Émile Henceval: Dictionnaire du jazz à Bruxelles et en Wallonie. Liège: Pierre Mardaga, 1991.